# Nur Ali Bejg
Nur Ali Bejg – miejscowość w Iranie, w ostanie Markazi. W 2006 roku miejscowość liczyła 1399 mieszkańców w 382 rodzinach.